# Равенська Вас
Равенська Вас (словен. Ravenska vas) — поселення в общині Загорє-об-Саві, Засавський регіон, Словенія. Висота над рівнем моря: 423,9 м.